# Lord-grand-connétable
Le lord grand connétable  (Lord High Constable) est un des grands officiers d'État du Royaume-Uni. Dans l'ordre de préséance, il est septième, après le lord-grand-chambellan et avant le comte-maréchal.
Ce poste est aujourd'hui tombé en désuétude et n'est réinstauré que pour les couronnements.
Le mot constable désigne en anglais un agent de police ainsi que le gouverneur de la tour de Londres.

## Historique
La charge de lord grand connétable est accordée pour la première fois par Mathilde l'Emperesse à Miles de Gloucester en 1139. Elle est transmise au fils de ce dernier et finalement attachée au comté d'Hereford. Elle passe ensuite par héritage à la famille de Bohun, comtes d'Hereford et d'Essex.
À la mort d'Humphrey de Woodstock en 1399, la charge est confiée aux Stafford, ducs de Buckingham. Édouard Stafford ayant été accusé de comploter contre Henri VIII, il est exécuté en 1521 et déchu à titre posthume de toutes ses charges en 1523. Depuis lors, un lord grand connétable n'est plus nommé temporairement que pour les besoins de la cérémonie du couronnement. C'est le comte-maréchal qui exerce les fonctions traditionnelles de la charge.

## Fonctions
À l'origine, il a la charge de commander l'armée ainsi que les écuries royales. Les fonctions militaires sont abandonnées au profit du comte-maréchal à la fin du Moyen Âge. Les écuries sont aujourd'hui dirigées par le maître du cheval (Master of the Horse). Il est également, avec le comte-maréchal, président du tribunal d'honneur (Court of Honor) qui traitait de toutes les atteintes à l'honneur ou à la morale. À l'époque féodale, la loi martiale était administrée dans les tribunaux par le lord grand connétable.

## Liste des lords grands connétables d'Angleterre
- 1139-1143 : Miles de Gloucester, 1er comte d'Hereford.
- 1143-1155 : Roger de Gloucester, 2e comte d'Hereford.
- 1155-1159 : Walter de Gloucester, 5e baron d'Abergavenny.
- 1159-1164 : Henry de Gloucester, 6e baron d'Abergavenny.
- 1164-1181 : Humphrey III de Bohun, 5e baron de Trowbridge.
- 1181-1220 : Henri de Bohun, 1er comte d'Hereford.
- 1220-1275 : Humphrey IV de Bohun, 2e comte d'Hereford.
- 1275-1298 : Humphrey VI de Bohun, 3e comte d'Hereford.
- 1298-1322 : Humphrey VII de Bohun, 4e comte d'Hereford.
- 1322-1335 : Jean de Bohun, 5e comte d'Hereford.
- 1335-1361 : Humphrey VIII de Bohun, 6e comte d'Hereford.
- 1361-1372 : Humphrey IX de Bohun, 7e comte d'Hereford.
- 1372-1397 : Thomas de Woodstock, 1er duc de Gloucester.
- 1397-1399 : Humphrey de Woodstock, 2e comte de Buckingham.
- 1399-1403 : Edmond Stafford, 5e comte de Stafford.
- 1403-1460 : Humphrey Stafford, 1er duc de Buckingham.
- 1460-1483 : Henry Stafford, 2e duc de Buckingham.
- 1483-1485 : Thomas Stanley, 1er comte de Derby.
- 1485-1521 : Edward Stafford, 3e duc de Buckingham.
- 1547 : Henry Grey, 3e marquis de Dorset.
- 1553, 1559 : Henry FitzAlan, 12e comte d'Arundel.
- 1603 : Edward Somerset, 4e comte de Worcester.
- 1626 : George Villiers, 1er duc de Buckingham.
- 1661 : Algernon Percy, 10e comte de Northumberland.
- 1685 : Henry FitzRoy, 1er duc de Grafton.
- 1689 : James Butler, 2e duc d'Ormonde.
- 1702 : Wriothesley Russell, 2e duc de Bedford.

## Liste des lords grands connétables du Royaume-Uni
- 1714 : John Montagu, 2e duc de Montagu.
- 1727 : Charles Lennox, 2e duc de Richmond et 2e duc de Lennox.
- 1761 : John Russell, 4e duc de Bedford.
- 1821, 1831, 1838 : Arthur Wellesley, 1er duc de Wellington.
- 1902, 1911 : Alexander Duff, 1er duc de Fife.
- 1937 : Robert Crewe-Milnes, 1er marquis de Crewe.
- 1953 : Alan Brooke, 1er vicomte Alanbrooke.
- 2023 : Antony Radakin.